# 浦上大道站
浦上大道站（福州話：/pʰuo˥˥ luɔŋ˨˦˨ tuai˥˧ lɔ˨˦˨/）位于中华人民共和国福建省福州市仓山区的金洲南路与浦上大道交叉口地下，是福州地铁5号线的地铁车站，于2022年4月29日启用。

## 站名来源
本站站名取自与线路横向交会的主干道——浦上大道。本站在规划及建设时期均命名为浦上大道站，惟短暂于福州地铁招标公告中依照历史地名将本站命名为高流桥站。后或因“高流桥”之地名鲜为人知，车站名称仍保持浦上大道站不变。本站亦因此成为福州地铁线网中首个使用完整道路名称作为站名的车站。

## 车站结构
浦上大道站位于金洲南路下方，横跨浦上大道。车站为无柱单跨地下二层车站，地下一层为站厅层，地下二层为站台层，岛式站台，全长214米，宽19.7米，同时预留两个换乘通道接口。
| 地面层   | 出入口                               |  | 出入口                       |
| 地下一层 | 站厅                                 |  | 票务服务、自动售票机         |
| 地下二层 | 1                                    |  | 5号线 往荆溪厚屿（凤岗里）   |
| 地下二层 | 岛式站台，列车运行方向左侧的车门开启 |  |                              |
| 地下二层 | 2                                    |  | 5号线 往福州火车南站（霞镜） |

### 出入口与周边
浦上大道站设置4个出入口，目前已全部开放，无障碍电梯位于B出入口。
由A出入口可直达福州仓山万达广场，由B出入口可到达福州仓山欢乐颂。
| 浦上大道站出入口信息        | 浦上大道站出入口信息 | 浦上大道站出入口信息 | 浦上大道站出入口信息                   |
| --------------------------- | -------------------- | -------------------- | -------------------------------------- |
|                             |                      |                      |                                        |
| 编号                        | 设施                 | 位置                 | 接驳交通                               |
| 出口 · A                    |                      | 车站东北角           | 仓山万达广场、金洲浦上路口             |
| 出口 · B                    |                      | 车站西北角           | 浦上大道地铁站、新筑社区、金洲浦上路口 |
| 出口 · C                    |                      | 车站西南角           | 新筑社区、金港路口                     |
| 出口 · D                    |                      | 车站东南角           | 金港路口、仓山万达广场                 |
| 注： 设有电梯 \| 设有卫生间 |                      |                      |                                        |

## 历史
- 2018年3月9日，浦上大道站围挡动工。[3]
- 2018年5月10日，浦上大道站主体施工开始。[5]
- 2019年10月25日，浦上大道站至霞镜站区间左线盾构始发。[6]
- 2020年4月10日，浦上大道站主体结构封顶。[7]
- 2020年8月3日，浦上大道站至霞镜站区间左线盾构顺利贯通。[8]
- 2020年12月31日，浦上大道站至霞镜站区间右线盾构顺利贯通。[9]
- 2021年4月14日，浦上大道站至霞镜站区间联络通道施工完成。[10]
- 2021年9月4日，浦上大道站最后一期交通导改完成。[11]
- 2021年12月5日，浦上大道站附属工程主体结构全部完成。[12]
- 2022年4月29日，浦上大道站随地铁5号线开通正式启用。[1]